# Chaetolepis santamartensis
Chaetolepis santamartensis är en tvåhjärtbladig växtart som beskrevs av John Julius Wurdack. Chaetolepis santamartensis ingår i släktet Chaetolepis och familjen Melastomataceae.
Artens utbredningsområde är Colombia. Inga underarter finns listade i Catalogue of Life.